# باطن الغزال
باطن الغزال هي بلدية حديثة تقع في معتمدية جلمة من سيدي بوزيد في تونس. تضم 7 عمادات وهي كالتالي:
1- باطن الغزال الجنوبية
2- باطن الغزال الجنوبية
3- لبيض
4- العضلة
5- زغمار
6- سلتة 1
7- سلتة 2
يقع مقر البلدية في مدينة سوق الاحد التابعة لعمادة العضلة
تعد الفلاحة النشاط الرسمي الأساسي لسكان باطن الغزال خاصة تربية الماشية وزراعة الزيتون كما ان المنطقة تقع بين جبلين منهما جبل مغيلة الفاصل بين ولاية سيدي بوزيد وولاية القصرين وجبل لبيض الفاصل بين ولاية سيدي بوزيد وولاية سليانة.
كما تحتوي مختلف عمادات باطن الغزال على مناطق أثرية رومانية خاصة قرب جبل مغيلة والبحيرات الجبلية والعيون المائية التي كانت مبرمجة أن تتحول إلى مركب ترفيه قبل أن تستحوذ عليه المجموعات الإرهابية بعد سنة 2012 للتحول منطقة جبل مغيلة إلى منطقة عسكرية مغلقة